# Quimperlé Communauté
Quimperlé Communauté, anciennement Cocopaq, est une communauté d'agglomération française, située dans le département du Finistère, en région Bretagne.

## Histoire
- La communauté de communes du pays de Quimperlé a été créée le 28 décembre 1993, par arrêté préfectoral. Elle comptait alors 25 500 habitants et regroupait 9 communes : Arzano, Baye, Bannalec, Locunolé, Mellac, Quimperlé, Saint-Thurien, Tréméven et Le Trévoux.
- Le 26 avril 1996, Quimperlé, la principale commune de l'EPCI, se retire, fait qui était unique en France. Au même moment, Riec-sur-Bélon et Moëlan-sur-Mer adhère à l'EPCI et un 4e poste de vice-président est créé.
- Le 20 septembre 1996, un 5e poste de vice-président est créé. Le 23 décembre 1996, Scaër adhère à la communauté de communes.
- Le 29 décembre 1999, les compétences et le régime fiscal sont modifiés. Un 6e poste de vice-président est créé. Le nombre de suppléants est augmenté.
- La Cocopaq est autorisé à effectuer des prestations pour les collectivités et les EPCI tiers.
- Le 28 décembre 2001, la commune de Quimperlé revient dans la communauté en même temps qu’adhèrent les communes de Clohars-Carnoët, Guilligomarc'h, Querrien et Rédené.
- En septembre 2011, la gestion de la politique touristique est confié à la Cocopaq, un projet d'office du tourisme du pays de Quimperlé remplaçant les offices du tourisme communaux est lancé pour début 2013.
- Le 1er janvier 2016, la communauté de communes du pays de Quimperlé se transforme en une communauté d'agglomération et en profite pour changer de dénomination pour devenir Quimperlé Communauté.
- Le 1er janvier 2018, Quimperlé Communauté quitte le pays de Cornouaille pour celui de Lorient.

## Identité visuelle (logo)

Ancien logo de la Communauté de communes du pays de Quimperlé de (?)-2015.
Logo de la Communauté d’agglomération du pays de Quimperlé du 1er janvier 2016 au 23 juin 2020
Logo depuis le 23 juin 2020.

## Territoire communautaire

### Géographie
La communauté d'agglomération est située dans le sud-est du Finistère. La ville principale de la communauté d'agglomération est Quimperlé. Elle compte trois communes littorales (Moëlan-sur-Mer, Clohars-Carnoët et Riec-sur-Bélon) et treize communes intérieures (dont Bannalec, Scaër, Rédené et Mellac).
Deux cantons (découpage 2015) recouvrent tout ou partie du territoire de la communauté d'agglomération : canton de Quimperlé et canton de Moëlan-sur-Mer. L'ensemble de la communauté d'agglomération appartient à la huitième circonscription du Finistère.

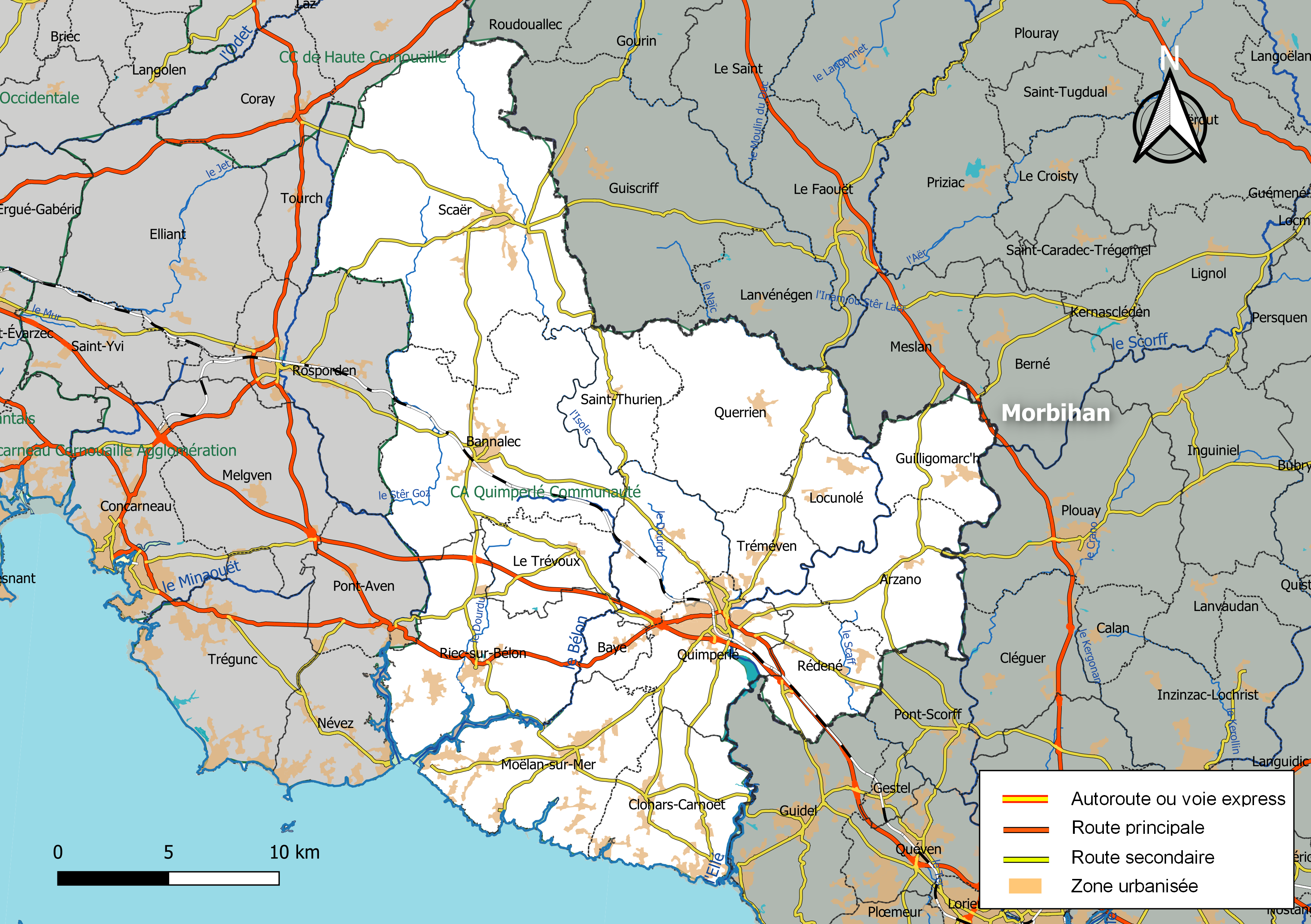
Carte de Quimperlé Communauté au 1er janvier 2019.

| Communauté de communes de Haute Cornouaille | Roi Morvan Communauté (Morbihan) |                                  |
| Concarneau Cornouaille Agglomération        | Quimperlé Communauté             | Lorient Agglomération (Morbihan) |
|                                             |                                  |                                  |

### Composition

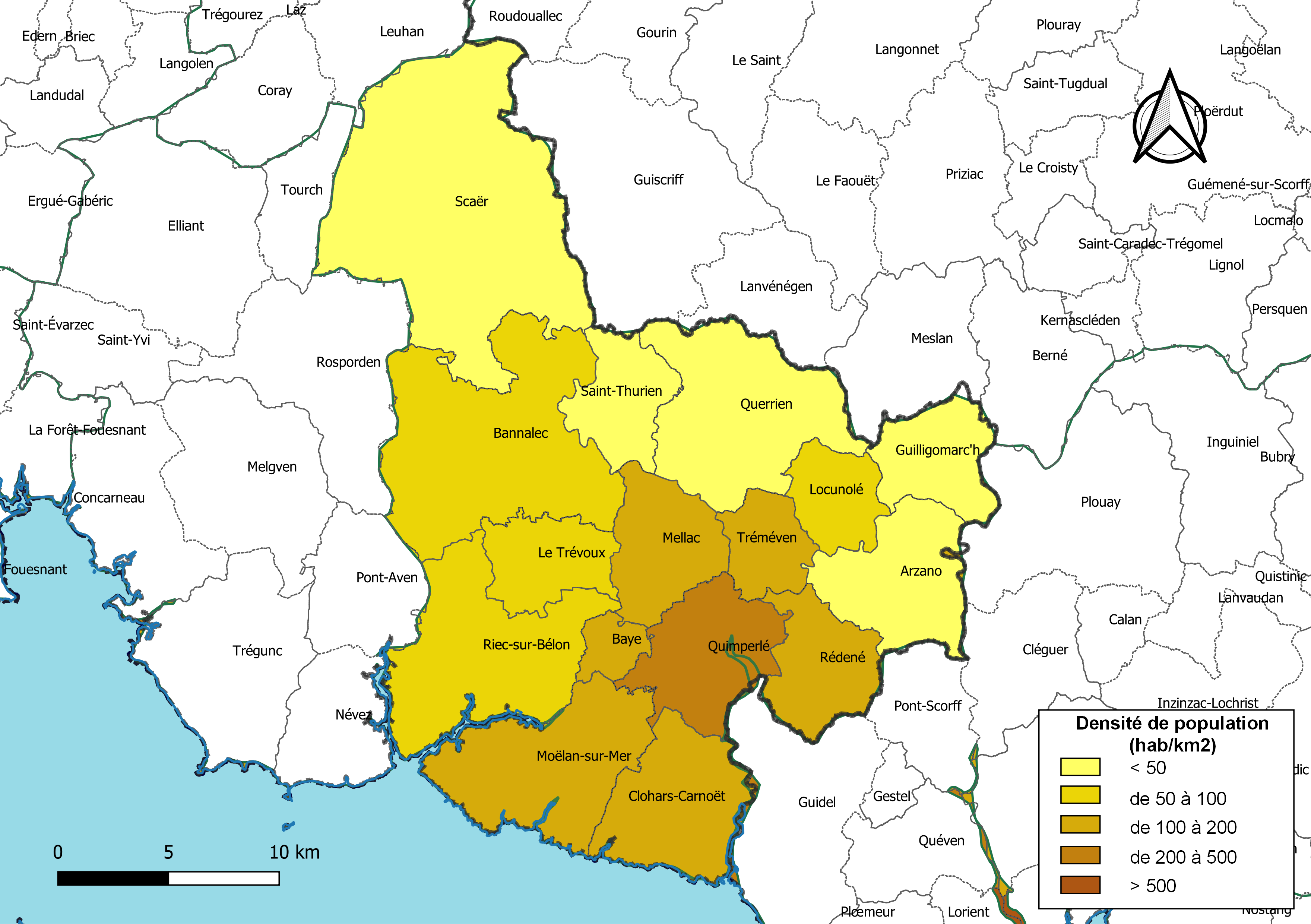
Carte des densités de population (millésimée 2016) des communes de Quimperlé Communauté. Composition en communes au 1er janvier 2019.

La communauté d'agglomération est composée des 16 communes suivantes :

| Nom               | Code Insee | Gentilé          | Superficie (km2) | Population (dernière pop. légale) | Densité (hab./km2) |
| ----------------- | ---------- | ---------------- | ---------------- | --------------------------------- | ------------------ |
| Quimperlé (siège) | 29233      | Quimperlois      | 31,73            | 12 444 (2022)                     | 392                |
| Arzano            | 29002      | Arzanois         | 34,04            | 1 440 (2022)                      | 42                 |
| Bannalec          | 29004      | Bannalécois      | 77,51            | 5 707 (2022)                      | 74                 |
| Baye              | 29005      | Bayois           | 7,29             | 1 363 (2022)                      | 187                |
| Clohars-Carnoët   | 29031      | Cloharsiens      | 34,83            | 4 701 (2022)                      | 135                |
| Guilligomarc'h    | 29071      | Guilligomarchois | 22,75            | 804 (2022)                        | 35                 |
| Locunolé          | 29136      | Locunolois       | 16,78            | 1 166 (2022)                      | 69                 |
| Mellac            | 29147      | Mellacois        | 26,38            | 3 371 (2022)                      | 128                |
| Moëlan-sur-Mer    | 29150      | Moëlanais        | 47,3             | 6 763 (2022)                      | 143                |
| Querrien          | 29230      | Querriennois     | 54,01            | 1 654 (2022)                      | 31                 |
| Rédené            | 29234      | Rédénois         | 24,49            | 2 999 (2022)                      | 122                |
| Riec-sur-Bélon    | 29236      | Riécois          | 54,64            | 4 374 (2022)                      | 80                 |
| Saint-Thurien     | 29269      | Thuriennois      | 21,41            | 1 005 (2022)                      | 47                 |
| Scaër             | 29274      | Scaërois         | 117,58           | 5 197 (2022)                      | 44                 |
| Tréméven          | 29297      | Trémévénois      | 15,42            | 2 378 (2022)                      | 154                |
| Le Trévoux        | 29300      | Trévoltois       | 20,83            | 1 611 (2022)                      | 77                 |

### Démographie
| 1968   | 1975   | 1982   | 1990   | 1999   | 2010   | 2015   | 2016   | 2017   |
| ------ | ------ | ------ | ------ | ------ | ------ | ------ | ------ | ------ |
| 48 276 | 48 012 | 48 826 | 49 112 | 49 266 | 55 699 | 55 389 | 55 464 | 55 584 |

## Administration

### Siège
Le siège de la communauté d'agglomération est à Quimperlé, 1 rue Andreï Sakharov.

### Conseil communautaire
Les 52 conseillers titulaires (et 4 suppléants) sont ainsi répartis selon le droit commun comme suit : 
| Nombre de délégués | Communes                                      |
| ------------------ | --------------------------------------------- |
| 10                 | Quimperlé                                     |
| 6                  | Moëlan-sur-Mer                                |
| 5                  | Bannalec, Scaër                               |
| 4                  | Clohars-Carnoët, Riec-sur-Bélon               |
| 3                  | Mellac, Rédéné                                |
| 2                  | Arzano, Le Trévoux, Querrien, Tréméven        |
| 1                  | Baye, Guilligomarc'h, Locunolé, Saint-Thurien |

### Élus
La communauté d'agglomération est administrée par son conseil communautaire constitué en 2020 de 52 conseillers communautaires, qui sont des conseillers municipaux représentant chacune des communes membres.
À la suite des élections municipales de 2020 dans le Finistère, le conseil communautaire du 10 juillet 2020 a réélu son président, Sébastien Miossec, maire de Riec-sur-Bélon, ainsi que ses 13 vice-présidents.
| Rang                | Identité                | Délégation                                                                     | Commune d'élection | Mandat municipal |
| ------------------- | ----------------------- | ------------------------------------------------------------------------------ | ------------------ | ---------------- |
| 1re vice-présidente | Danièle Kha             | Environnement, projet alimentaire de territoire et gestion durable des déchets | Quimperlé          | Adjointe         |
| 2e vice-président   | Alain Follic            | Finances et mutualisations                                                     | Guilligomarc'h     | Maire            |
| 3e vice-présidente  | Nolwenn Le Crann        | Culture, Pays d'art et d'histoire et langue bretonne                           | Mellac             | Adjointe         |
| 4e vice-président   | Denez Duigou            | Urbanisme intercommunal et mobilités                                           | Clohars-Carnoët    | Adjoint          |
| 5e vice-présidente  | Hélène Le Bourhis       | Enfance, prévention et accès au droit et à la santé                            | Scaër              | Adjointe         |
| 6e vice-président   | Yves Bernicot           | Développement économique et emploi                                             | Rédéné             | Maire            |
| 7e vice-présidente  | Marie-Louise Grisel     | Habitat                                                                        | Moëlan-sur-Mer     | Maire            |
| 8e vice-président   | Pascal Bozec            | Commerce et tourisme                                                           | Baye               | Maire            |
| 9e vice-présidente  | Marie-Françoise Le Roch | Initiatives sociales                                                           | Arzano             | Adjointe         |
| 10e vice-président  | Christophe Le Roux      | Énergie, plan climat et numérique                                              | Bannalec           | Maire            |
| 11e vice-présidente | Corinne Collet          | Sport                                                                          | Locunolé           | Maire            |
| 12e vice-président  | Daniel Hanocq           | Eau et assainissement                                                          | Le Trévoux         | Adjoint          |
| 13e vice-président  | Gérard Jambou           | Chantiers communautaires et gens du voyage                                     | Quimperlé          | Adjoint          |

### Liste des présidents
| Période                                  | Période  | Identité          | Étiquette | Qualité                                                |
| ---------------------------------------- | -------- | ----------------- | --------- | ------------------------------------------------------ |
| 1993                                     | 1995     | Guy Savin         | PS        | Maire de Quimperlé                                     |
| 1995                                     | 2001     | Georges Dauphin   | PS        | Maire d'Arzano                                         |
| 2001                                     | 2002     | Yvon Le Bris      | PS        | Maire de Bannalec                                      |
| 2002                                     | 2008     | Michaël Quernez   | PS        | Premier adjoint au maire de Quimperlé                  |
| 2008                                     | 2014     | Nicolas Morvan    | PS        | Maire de Moëlan-sur-Mer                                |
| avril 2014                               | En cours | Sébastien Miossec | PS        | Maire de Riec-sur-Bélon Réélu pour le mandat 2020-2026 |
| Les données manquantes sont à compléter. |          |                   |           |                                                        |

### Compétences
L'intercommunalité exerce les compétences qui lui ont été transférées par les communes membres, dans les conditions définies par le code général des collectivités territoriales. Ces compétences ont évolué à plusieurs reprises.

#### Transports en commun
Depuis le 1er septembre 2011, la communauté d'agglomération a mis en place un service de transport en commun sous forme de délégation de service public. Le réseau Tro Bro Kemperle (TBK) dessert les 16 communes de la Quimperlé Communauté, mais aussi Guidel, Pont-Aven, Guiscriff, Lanvénégen, et Le Faouët. En 2019, 839 025 voyages ont été enregistrés sur l'ensemble des 3 lignes urbaines, 10 lignes intercommunales, les TAD-PMR (transport des personnes de plus de 80 ans, ou invalide) et les 40 lignes locales / scolaires. TBK est exploité par RATP Dev depuis le 4 juillet 2020, et était opéré par BusPaq entre 2011 et 2020.

#### Langue bretonne
Le 19 février 2009, la communauté de communes du pays de Quimperlé fut la troisième à signer la charte Ya d’ar brezhoneg (Oui au breton) proposée par l’Office de la langue bretonne. Douze actions en faveur de l’introduction du breton dans la vie publique communautaire et quotidienne ont été retenues. Elle est la seule communauté de communes à avoir désigné un vice-président chargé de la promotion de la langue bretonne (Nolwenn Le Crann, adjointe au maire de Mellac, depuis 2020).
- Le 14 mai 2013 a été remis à la communauté de communes le label Ya d'ar brezhoneg de niveau 2.

Six communes proposent une filière bilingue publique Div Yezh : Scaër, Tréméven, Bannalec, Quimperlé (jusqu'au collège), Querrien et Moëlan, et il y a deux écoles Diwan, à Quimperlé et Bannalec.

### Régime fiscal et budget
La communauté d'agglomération est un établissement public de coopération intercommunale à fiscalité propre.
Afin de financer l'exercice de ses compétences, l'intercommunalité perçoit la fiscalité professionnelle unique (FPU) – qui a succédé à la taxe professionnelle unique (TPU) – et assure une péréquation de ressources entre les communes résidentielles et celles dotées de zones d'activité.

## Projets et réalisations

### Équipements sportifs
Pour commencer, de 2005 à 2009, ce sont d'abord les piscines de la communauté de communes qui ont été, pour Scaër, rénové en 2005, et pour Quimperlé, déménagé dans un nouvel ensemble en 2009 pour un coût de près de 11,7 millions d'euros. De son ouverture, le 4 septembre 2009, à la fin d'année 2019, la piscine de Quimperlé, de son vrai nom : Aquapaq Quimperlé, a accueilli près de 1,5 million de nageurs, mais aussi usagers de sauna, car la structure de Quimperlé, comme celle de Scaër, en dispose d'un. En moyenne, celle de Quimperlé accueille 90 000 individuels et 20 000 scolaires par an.
Pour continuer, entre 2015 et 2021, la communauté d'agglomération a rénové ou créé des bases pour les sports aquatiques. Avec d'abord, la construction, en 2015, d'une base de surf à proximité de la plage du Kerou à Clohars-Carnoët, qui occupé aujourd'hui par le club de surf local, l'ESB Clohars. Ensuite, en 2017, l'une des deux bases de canoë-kayak a été rénové, celle de la Motte sur la commune Tréméven, qui est occupé par le club de canoë de Quimperlé, le Canoë Kayak Club Quimperlé, où le champion de canoë slalom, Nicolas Gestin, est licencié. La rénovation de cette base a permis de construire un étage, qui permet que seul le rez-de-chaussée, où sont entreposés les kayaks, soit inondé en cas de montée des eaux. Enfin, en avril 2021, la construction d'une base nautique, accueillant en même temps l'Office du Tourisme, s'est achevé, pour un prix d'un peu moins d'un million d'euros (944 774€ prévu en 2018), avec environ 400m² de surface et qui est principalement utilisé par l'école de voile municipale de Clohars-Carnoët, Kloar Nautik.

### Culture
Depuis 2009, la communauté d'agglomération soutient, et dès 2012, co-organise, avec le Fourneau, le festival des Rias, un festival de théâtre de rue gratuit, qui se déroule tous les ans à la fin août pendant une semaine, et qui a accueilli près de 60 000 spectateurs en 2019.
Aussi, depuis 2019, la Quimperlé Communauté a pour projet de déménager le conservatoire de musique et de danse de Quimperlé, au profit de plus grand locaux. Le coût de ce conservatoire communautaire et des aménagements environnant devrait être de 7,456 millions d'euros, pour une livraison prévue en décembre 2023,. Mais les coûts de construction prévisionnels ont déjà augmenté en raison de la hausse des prix des matériaux.

### Services
En 2016 et 2017, le parvis de la gare de Quimperlé, ainsi que le fonctionnement des accès vers celle-ci ont été refait à neuf pour un coût de 3,8 millions d'euros, après que la SNCF ait rénové la gare en elle-même en 2012 et 2013. Depuis il y a notamment : 2 parkings pour voitures ; un parking pour vélos ; 4 quais pour emprunter le réseau de bus TBK (2 urbains et 2 intercommunaux) ; un rond-point en bas côté gauche du parvis Simone de Bollardière (parvis de la gare nommé en hommage à cette défenseuse de celle-ci dans les années 1990).
Par la suite, en remplacement de la pépinière d'entreprises de la zone d'activités de Kervidanou 3 à Mellac, qui est désormais occupé par Eureden, une nouvelle structure de ce type mais plus grande (23 bureaux dans le nouveau bâtiment contre 19 dans l'ancien) a été construite à proximité pour un coût de 2,24 millions d'euros, dont 440 000€ de la région et 200 000€ de l'État, et ouverte au printemps 2021. Cet hôtel d'entreprise, aussi appelé : Maison de l'économie, a une surface de 1 026m², complété par un espace de travail, nommé : Alter Eko, sur le Boulevard de la Gare à proximité de la Gare SNCF de Quimperlé.